# Jason Shrivener
Jason Shrivener (Perth, 18 april 1989) is een Australische golfer.
Shrivener groeide op in Zimbabwe en begon daar golf te spelen met zijn vader toen hij 8 jaar was. Hij heeft drie zusjes.

## Amateur
Aan het einde van zijn amateurcarrière stond hij nummer 29 op de wereldranglijst.

### Gewonnen
Onder meer:
- 2007: Australian Amateur Junior
- 2009: Mandurah Easter Amateur Championship op zijn thuisbaan
- 2010: Australian Cup[1] op The Australian Golf Club in Sydney

## Professional
Shrivener werd in september 2010 professional. Hij probeerde vergeefs zich voor de Amerikaanse PGA Tour te kwalificeren, maar in het voorjaar van 2011 kwalificeerde hij zich voor de Canadian Professional Golf Tour.

### Gewonnen
- Mandurah Toyota Invitational Pro-Am[2]